# Svanutjärnen
Svanutjärnen är en sjö i Skellefteå kommun i Västerbotten och ingår i Sävaråns huvudavrinningsområde. Sjön har en area på 0,0708 kvadratkilometer och ligger 297,3 meter över havet. Svanutjärnen ligger i Sävarån Natura 2000-område.

## Delavrinningsområde
Svanutjärnen ingår i det delavrinningsområde (717695-168202) som SMHI kallar för Inloppet i Lill-Lossmentjärnen. Medelhöjden är 312 meter över havet och ytan är 4,48 kvadratkilometer. Det finns inga avrinningsområden uppströms utan avrinningsområdet är högsta punkten. Vattendraget som avvattnar avrinningsområdet har biflödesordning 2, vilket innebär att vattnet flödar genom totalt 2 vattendrag innan det når havet efter 126 kilometer. Avrinningsområdet består mestadels av skog (89 procent). Avrinningsområdet har 0,25 kvadratkilometer vattenytor vilket ger det en sjöprocent på 5,6 procent.